# Daphne Schrager
Daphne Schrager, née le 24 décembre 2000 à Malmesbury, est une coureuse cycliste handisport concourant en C2 pour les athlètes ayant une hémiplégie ou une amputation fémorale sans prothèse.

## Carrière
Daphne Schrager est née avec une paralysie cérébrale. Elle commence le sport par l'athlétisme handisport, étant même sélectionnée pour les Jeux du Commonwealth de 2018 où elle termine 5e du 100 m T35. En 2019, elle change de discipline et se tourne vers le cyclisme handisport, rejoignant l'équipe britannique en décembre 2019.
Aux Championnats du monde sur piste 2021, elle remporte son premier titre mondial sur la poursuite C3 en battant son record personnel en 3 min 58 s 963. Aux Mondiaux sur route la même année, elle termine 3e de la course sur route C3.
Lors des championnats du monde sur piste 2024, elle remporte le titre mondial en poursuite individuelle C2 en battant la championne en titre la Suissesse Flurina Rigling. Le premier jour des Jeux paralympiques de 2024, Daphne Schrager remporte la médaille d'argent sur la poursuite féminine C1-3, battue par près de 10 secondes par la Chinoise Wang Xiaomei.

## Palmarès sur piste

### Jeux paralympiques
- Paris 2024
  -  Médaillée d'argent de la poursuite C1-3

### Championnats du monde
| Édition / Épreuve              | Poursuite individuelle C2 | Poursuite individuelle C3 | Scratch C3 | Omnium C2 |
| Saint-Quentin-en-Yvelines 2022 |                           | Or                        |            |           |
| Glasgow 2023                   |                           | Argent                    |            |           |
| Rio de Janeiro 2024            | Or                        |                           |            | Argent    |

## Palmarès sur route

### Championnats du monde
| Édition / Épreuve | Course sur route C3 | Contre-la-montre C3 |
| Cascais 2021      | Bronze              |                     |
| Zurich 2024       |                     | Argent              |